# Pieve di Lenno
La pieve di Lenno fu per secoli una ripartizione della provincia di Como e della diocesi di Como.

## La pieve
Da un punto di vista religioso, la sede plebana si trovava presso la chiesa collegiata di Santo Stefano di Lenno, presso la quale furono ritrovate dodici lapidi paleocristiane del VI secolo. Al 1022 risale la più antica menzione storica del Capitolo di Lenno, che sia nel 1295 sia nel 1593 era composto da sei sacerdoti guidati da un arciprete (il quale, tuttavia, alla fine del XVI secolo, risulta essere tuttavia lo stesso incaricato della pieve d'Isola).
Sotto il profilo civile, la suddivisione amministrativa della pieve fu razionalizzata dall'imperatrice Maria Teresa che riconobbe i seguenti 3 comuni:
- Lenno
- Mezzegra
- Tremezzo.